# English Chamber Orchestra
L'English Chamber Orchestra est l'un des principaux orchestre de chambre anglais. Il est basé à Londres.

## Historique
Fondé en 1948 par Lawrence Leonard et Arnold Goldsbrough en tant que Goldsbrough Orchestra, l'orchestre prend son nom actuel en 1960, lorsqu'il élargit son répertoire au-delà du baroque. L'orchestre a la taille d'une formation de la période classique, tel que Mozart pouvait en disposer.
Pendant les années 1960, l'orchestre est étroitement associé au festival d'Aldeburgh (Suffolk), créé par le compositeur Benjamin Britten en 1948. L'English Chamber Orchestra a assuré la création de plusieurs œuvres de ce musicien, comme Le Songe d'une nuit d'été, Owen Wingrave ou Curlew River. De nombreux enregistrements de concerts ont été édités par la BBC, avec Britten à la direction ou en soliste (au piano notamment).
L'orchestre, qui n'avait pas de chef principal, a longtemps travaillé avec des chefs invités tels que Karl Richter, Jean-François Paillard, Raymond Leppard, Colin Davis et Daniel Barenboim. En 1985, Jeffrey Tate devint le premier chef principal dûment nommé. Lui ont succédé  Ralf Gothóni (2000-2009), puis Paul Watkins (à partir de 2010).

## Discographie
L'English Chamber Orchestra a réalisé trois intégrales des concertos pour piano de Mozart qui font autorité. La première est celle de Daniel Barenboïm, la seconde celle de Murray Perahia, toutes deux dirigées du piano, et la troisième par Mitsuko Uchida, sous la direction du chef britannique Jeffrey Tate.
L'orchestre a travaillé avec la chorale sud-africaine Ladysmith Black Mambazo dans le cadre d'un album appelé « No Boundaries » en janvier 2005.